# Ordre royal des Deux-Siciles
L’ordre royal des Deux-Siciles (en italien : Ordine reale delle Due Sicilie) est un ordre de chevalerie du royaume de Naples puis des Deux-Siciles, créé en 1808, disparu en 1819, aujourd'hui ordre dynastique.

## Historique
L'ordre, datant de l'époque napoléonienne, fut par la suite conservé par la dynastie de Bourbon-Siciles restaurée.
Lorsque Napoléon Ier donne à son frère Joseph Bonaparte le royaume de Naples, il l'autorise à créer cet Ordre. L'ordre est fondé par le roi de Naples, le 24 février 1808, comme un moyen de récompenser les plus courageux parmi ceux qui avaient aidé les troupes de l'Empereur à la « libération » du pays, ou ceux qui ont rendu d'importants services à l'État.
L'ordre était à l'origine divisé en trois classes. Le nombre maximum de membres était fixé à :
- 50 dignitaires ;
- 100 commandeurs ;
- 650 chevaliers.

Son grand chancelier était Tommaso Sanseverino, quatorzième prince de Bisignano.
Joseph abdiqua pour prendre la couronne d'Espagne et fut remplacé par son beau-frère Joachim Murat. L'un des premiers actes de son beau-frère fut de réformer l'ordre par un décret en date du 5 novembre 1808, apportant quelques légères modifications aux statuts. De nouvelles classes sont ajoutées (on notera qu'il s'agit des mêmes classes que celles de l'ordre de la Légion d'honneur) :
- grand-croix,
- grand officier,
- commandeur,
- officier,
- chevalier.

En 1815, à la suite de l'effondrement du régime napoléonien dans le sud de l'Italie, le roi Ferdinand Ier des Deux-Siciles rentra dans ses États en 1815. Des considérations politiques l'engagèrent à ne pas abolir l'ordre des Deux-Siciles, qu'un décret du 4 juin de la même année confirma.
Quatre ans plus tard, en 1819, le même Ferdinand IV abolit l'institution et la remplaça par l'ordre royal et militaire de Saint-Georges de la Réunion (it). Les chevaliers de l'ordre des Deux-Siciles qui étaient dans le service actif reçurent le nouvel ordre en remplacement de l'ancien.

## L'insigne

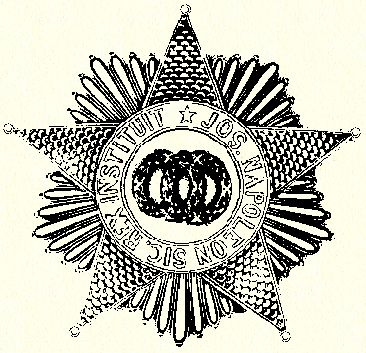
Plaque de grand'croix.

Grandes armes de Joachim Murat, avec le collier de l'ordre.

Toutes les décorations sont en or, avec ruban bleu clair, quelques fois bleu un peu soutenu (on trouve aussi le ruban bleu-rouge-blanc-bleu). Les cinq branches sont émaillées de rouge. On rencontre des étoiles dont la cuisson fut mauvaise, et dont la couleur tire sur le violacé.

### Sous Joseph Bonaparte
La décoration se composait d'une étoile d'or à cinq pointes, émaillée en rouge (rubis), portant :
- au recto, au centre, dans un cercle émaillé de bleu clair, les armoiries de la Sicile (la Trinacrie, sur fond or), avec la devise latine en exergue « Sicil rex instituit » ou « Joseph Napoleon Sicil rex »,
- au verso les armoiries de Naples (cheval cabré de sable sur fond d'or), avec l'inscription sur fond bleu clair « Pro Renovata patria ».
- la plaque de grand'croix est en argent, avec un centre en or émaillé. Les deux couronnes sont enlacées et émaillées de vert dans une bordure d'émail bleu avec la légende « Joseph Neapoles Siciliarum rex instituit ».

### Sous Joachim Murat
Murat, devenu roi de Naples et successeur de son beau-frère, en 1809, changea la légende de la face :
- « Joachim Napoleo Sicil Rex » ;
- la trinacrie fut remplacé par le portrait d'or du roi Joachim.

### Sous FerdinandIer

Réduction de l'Ordre des Deux-Siciles époque Bourbonienne, revers.
Ordre royal des Deux-Siciles, époque Bourbonnienne, avers.

En parfaite harmonie avec le style napoléonien, l'insigne d'origine était surmontée par un aigle, que Ferdinand Ier fit remplacer par une d'une fleur de Lys et d'une couronne royale articulée. Ce roi imposa de nouveaux motifs et de nouvelles légendes, mais on remarque une grande diversité pour les motifs.
- Légendes : A l'avers le cheval cabré ou courant (Naples), parfois sur une terrasse, parfois non. Sur les décorations en réduction il est représenté au-dessus ou à côté de la Trinacrie (Sicile). Au revers une fleur de lys qui rappelle la Maison de Bourbon.
- Inscriptions :  A l'avers :« Ferdinandus Borbonius utriusque Siciliae Rex P.F.A. », et au revers une : « Felicitati restituta X Kal., Jun. MDCCCXV. » Pour les décorations en réduction, les légendes sont abrégées de cette façon avers :“FELICITAT. REST. X. K. J. MDIIICXV”, revers : “FERDI. BORBO. UTRIUS. SICIL. R. P. F. A.”

### Rétablissement de l'Ordre au XXIesiècle
Joachim Murat, 8e prince Murat a décidé de rétablir l'ordre royal des Deux-Siciles lors d'une cérémonie dans le cadre du Cercle de l'Union Interalliée, à Paris, le 25 mars 2017. Un certain nombre de personnalités françaises et étrangères ont été élevées au rang de chevalier ou de commandeur en cette occasion,.

## Port de la décoration
|           |            |                                     |
| Chevalier | Commandeur | Grand-dignitaire (puis grand-croix) |

### Lesgrands maîtres

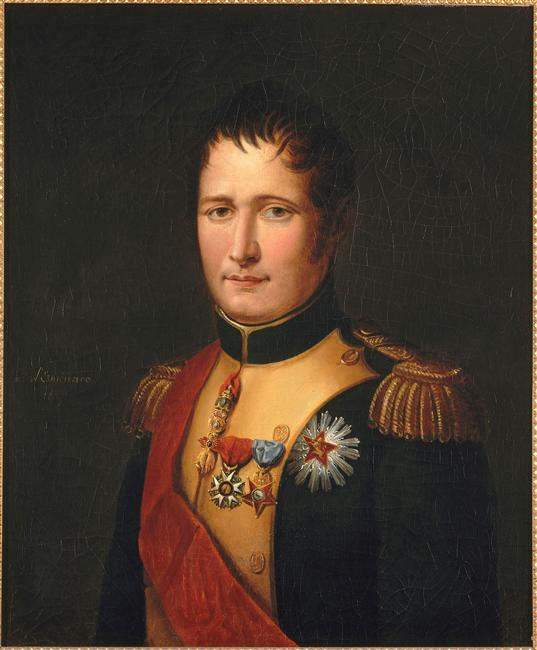
Joseph Bonaparte, portant les croix de la Légion d'honneur et des Deux-Siciles et la grand'croix de l'ordre royal d'Espagne (Inès d'Esménard, 1837)
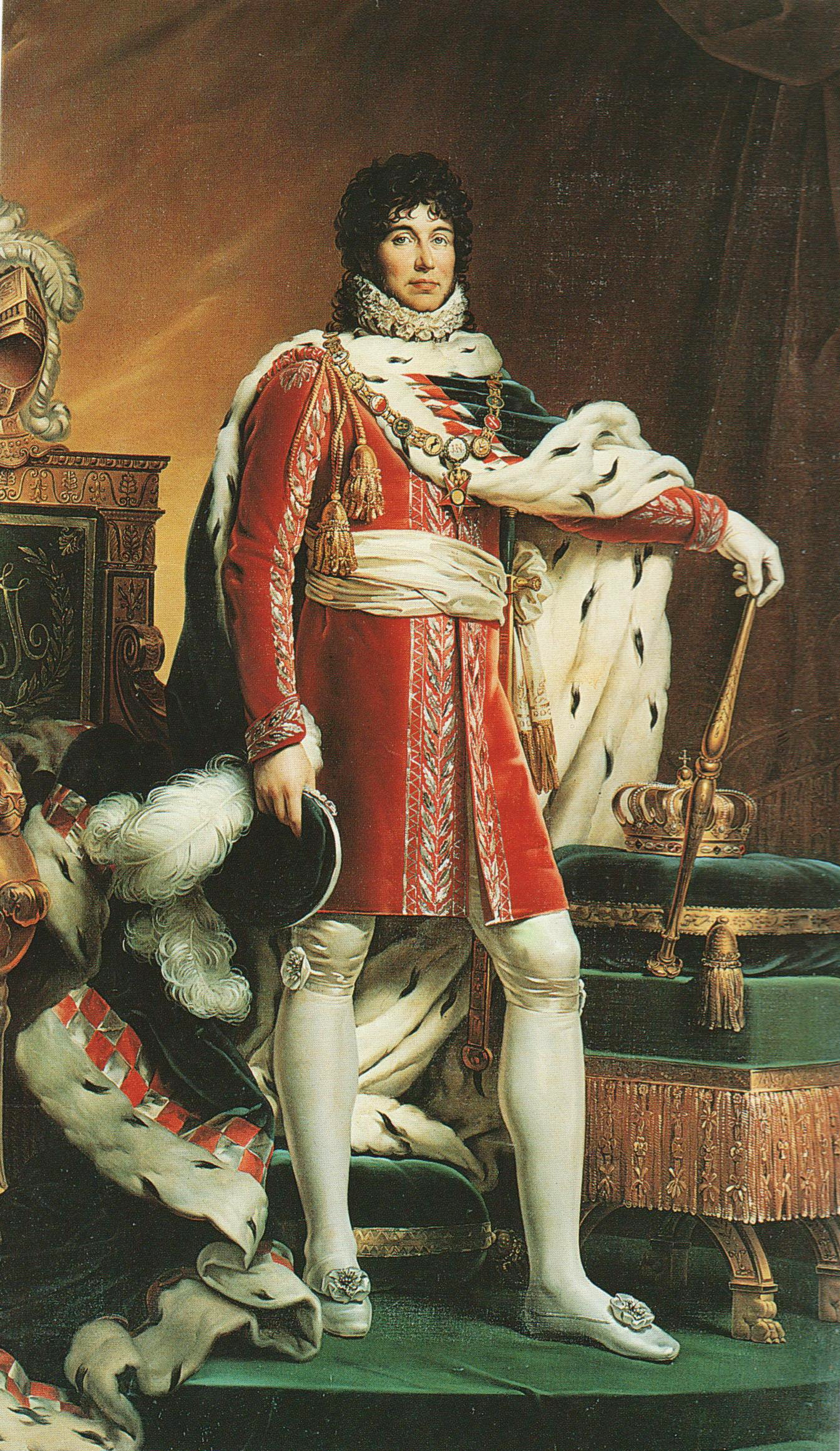
Joachim Murat, en habit de sacre, portant le collier de l'ordre
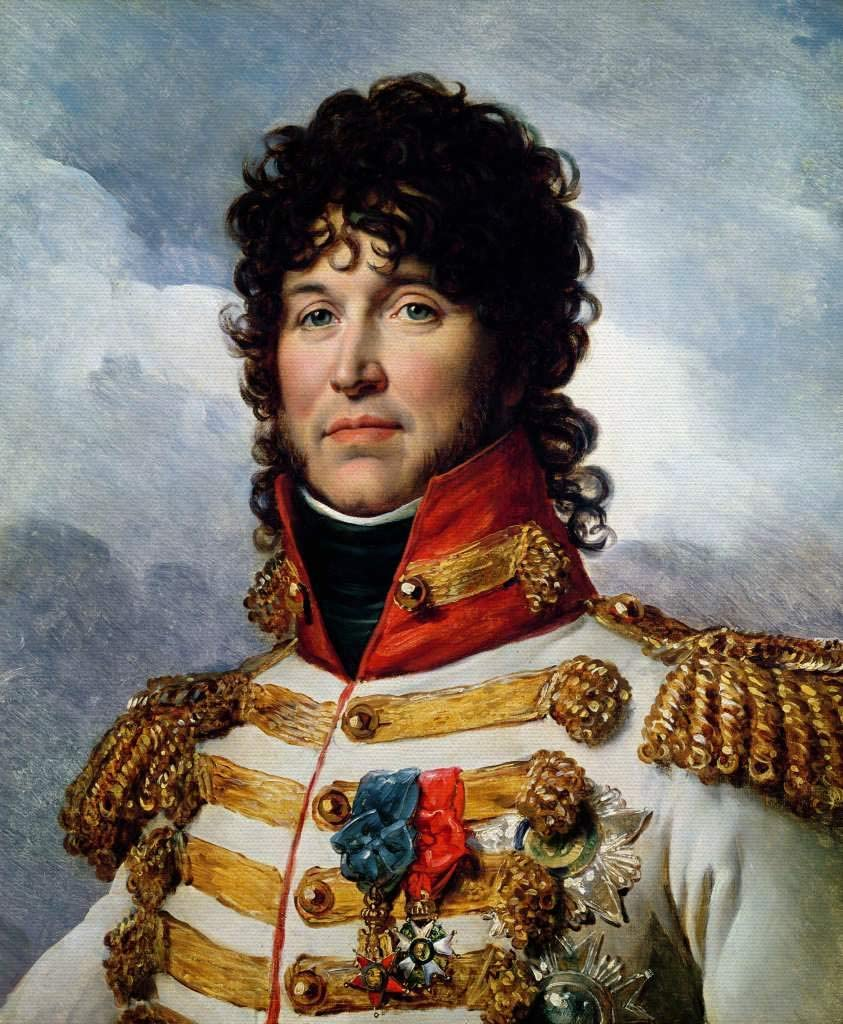
Le même, portant la croix de l'ordre des Deux-Siciles et de la Légion d'honneur et les grand-croix des mêmes ordres, (François Gérard, vers 1808)
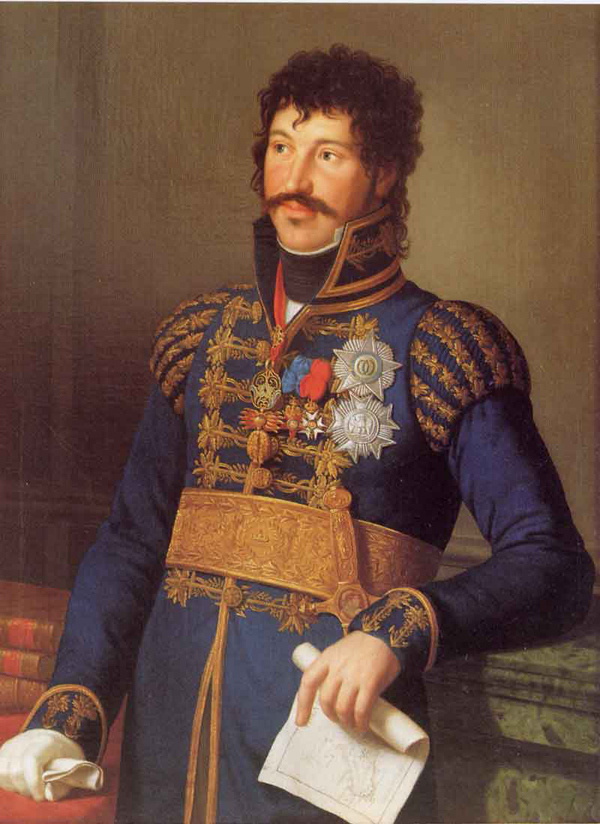
Le même, portant l'ordre de la Toison d'or, les croix des Deux-Siciles et de la Légion d'honneur et les grand-croix des mêmes ordres, (Heinrich Schmidt, 1814)

## Quelques membres

### Grands dignitaires
- Napoléon Ier ;
- Le prince Louis Bonaparte ;
- Le maréchal Jourdan ;
- Le général-comte Dumas ;
- Louis Stanislas de Girardin, député au Corps législatif ;
- Le général-baron Lamarque ;
- Le duc de Cadore, ministre des Relations extérieures ;
- Le comte Roederer, sénateur ;
- Le général-comte Mathieu ;
- Le général-comte Exelmans ;
- Le maréchal-comte Pérignon, sénateur ;
- Le général de brigade Lanusse ;
- Le général-comte Reynier, ministre de la Marine et de la Guerre du royaume de Naples ;
- Louis Partouneaux (19 mai 1808) ;
- Jacques David Martin de Campredon (19 mai 1808) ;
- Pierre Arnauld de La Briffe ;
- Adriaan Pieter Twent van Raaphorst (nl) (21 décembre 1808) ;
- Jean van Styrum ;
- Ferdinando Marescalchi ;
- Marzio Mastrilli ;
- Le général-comte Compère[réf. à confirmer][5].

### Commandeurs
- Le baron de Tugny ;
- Le comte Miollis ;
- Léonard Jean Aubry Huard de Saint-Aubin (20 mai 1808[6]) ;
- Jacques Alexandre Romeuf (1810) ;
- Auguste Julien Bigarré ;
- Le général-comte Jean-Louis Galdemar ;
- Jacques Philippe Ottavi (20 mai 1808) ;
- Charles Antoine Manhès (19 août 1810) ;
- Charles Jean Louis Aymé (19 août 1810) ;
- Jean-Baptiste Bruny (1809) ;
- Vivant-Jean Brunet-Denon ;
- Paul Félix Ferri-Pisani ;
- Carlo Filangieri ;
- Guillaume Alexandre Thomas Pégot ;
- Le général-marquis Jean-Baptiste Auguste Marie Jamin ;
- Le général-baron Jean Baptiste Alexandre Stroltz (1771-1841) ;
- Jean-Baptiste Cavaignac (20 août 1809[7]).

### Chevaliers
- Léonard Jean Aubry Huard de Saint-Aubin (18 mai 1808[6])
- Guillaume Balestrié (18 mai 1808)
- Nicolas Philibert Desvernois ;
- Pierre Augustin Berthemy ;
- Charles Antoine Manhès ;
- Gaetano Palloni (1766-1830) ;
- Jean Baptiste Fidèle Bréa (4 mai 1813) ;
- Jacques Philippe Avice (24 octobre 1807) ;
- Jean-Baptiste-Charles Gauldrée-Boilleau ;
- Louis Majou (9 janvier 1813) ;
- François Joseph Marie Clary (1786-1841) ;

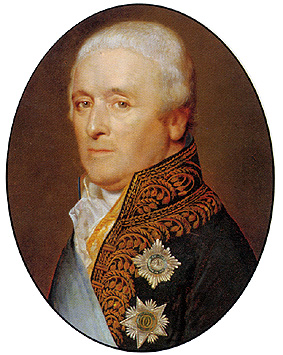
Adriaan Pieter Twent van Raaphorst (nl), portant la grand'croix de l'Ordre, sous celle de l'ordre de l'Union
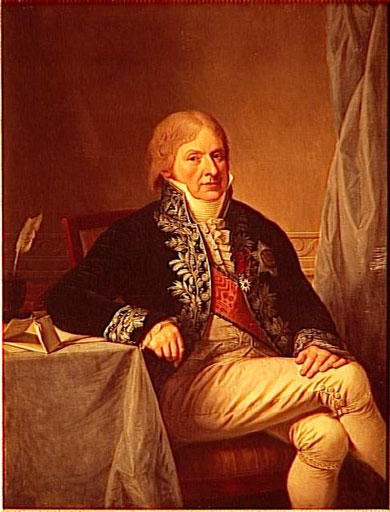
Ferdinando Marescalchi, portant la grand'croix de l'Ordre (Ludwig Guttenbrunn, 1813)

## Autres décorations napolitaines
Murat décerna également trois décorations créées par ses soins :
- La médaille commémorative du 26 mars 1809, en souvenir de la remise des drapeaux aux quatorze légions provinciales ;
- La médaille militaire du Mérite destinée à récompenser la valeur des troupes napolitaines pendant les campagnes de 1812, 1813 et 1815 ;
- Et la médaille d'honneur de Naples créée en faveur des habitants de la ville particulièrement dévoués à la couronne.